# Jaume Amat i Duran
Jaume Amat i Duran   (Barcelona, 1 de març de 1970), també conegut com a Santi Amat, és un jugador d'hoquei sobre herba barceloní, ja retirat, guanyador d'una medalla olímpica.
Amb 22 anys va prendre part en els Jocs Olímpics d'Estiu de 1992 celebrats a Barcelona (Catalunya), on va aconseguir guanyar un diploma olímpic en finalitzar cinquè en la competició masculina d'hoquei sobre herba. En els Jocs Olímpics d'Estiu de 1996 realitzats a la ciutat d'Atlanta (Estats Units) aconseguí guanyar la medalla de plata, en perdre a la final davant la selecció neerlandesa. En els Jocs Olímpics d'Estiu de 2000 realitzats a Sydney (Austràlia) només pogué finalitzar novè amb la selecció espanyola. Al llarg de la seva carrera ha guanyat una medalla de plata en el Campionat del Món d'hoquei sobre herba. Fou 192 vegades internacional amb la selecció espanyola.
A nivell de clubs sempre jugà al Club Egara de Terrassa, amb qui guanyà set Lligues espanyoles (1992, 1993, 1996 i 1998-2001) i quatre Copes del Rei (1993, 1998, 1999, 2000). Disputà dues finals de la Copa d'Europa (1993, 1999).
Una vegada retirat exercí d'entrenador.